# Държавата (Платон)
Вижте пояснителната страница за други значения на държава.
„Държавата“ (380 г. пр.н.е, на гръцки: Πολιτεία, Политея), от Платон, е сократически диалог за природата на реда и справедливостта, и характера на праведния град държава и на праведния човек. Диалозите, между Сократ и различни атиняни и чужденци, обсъждат смисъла на правосъдието и изследват дали справедливият човек е по-щастлив от несправедливия, като предлагат общество управлявано от философи царе и стражите; оттук идва първоначалното древногръцко име на „Държавата“ – Πολιτεία (Управление на града държава). Освен това в диалозите си класическият гръцки философ Платон обсъжда теорията на формите, безсмъртието на душата и ролите на философа и поезията в обществото. „Държавата“, най-доброто произведение на Платон, се е доказала, като едно от най-влиятелните произведения в сферата на философията и политическата теория.
Макар и да не представлява строго литературно произведение, Платоновата „Държава“ се смята за първата утопия.

## Структура
Три интерпретации на Държавата са представени; те не са изчерпателни в своите твърдения, но са примери за съвременна интерпретация.

### Бъртранд Ръсел
В История на западната философия (1945), Бъртранд Ръсел разделя Държавата на три части:
1. Книги I – V: утопията изобразява идеалното общество, като се избягва еднозначно дефиниране на справедливостта;
2. Книги VI – VII: определя „философа“, след като философите са идеалните владетели на такова общество;
3. Книги VIII – X: обсъжда плюсовете и минусите на различни форми за управление.

Същината на втората част е разисквана в Мита за пещерата и в абзаци, свързани с Теорията на формите и идеята за Държавния кораб. Третата част засяга образованието и е силно свързана с диалога на Платон Закони.

### Други подразделения
Франсис Корнфорд, Кърт Хилдебранд и Ерик В. допринасят за установяването на подразделения, отбелязани със специални формули на гръцки:
Пролог
1. I.1. 327a—328b. Слизане в Пиреус
2. I.2—I.5. 328b—331d. Цефал. Правосъдие на по-старото поколение
3. I.6 – 1.9. 331e—336a. Полемарх. Правосъдие на средното поколение
4. I.10 – 1.24. 336b—354c. Тразимах. Правосъдие на Философа

Въведение
1. II.1—II.10. 357a—369b. Въпросът: Справедливостта по-добра ли е от несправедливостта?

Част I. Произход и ред в града
1. II.11—II.16. 369b—376e. Произход на града
2. II.16—III.18. 376e—412b. Образованието на стражите
3. III.19—IV.5. 412b—427c. Основен закон в града
4. IV.6—IV.19. 427c—445e. Правосъдие в града

Част II: Олицетворение на идеята
1. V.1—V.16. 449a—471c. Телесна единица на града и елините
2. V.17—VI.14. 471c—502c. Управление на философите
3. VI.19—VII.5. 502c—521c. Идеята на Агатон
4. VII.6—VII.18. 521c—541b. Образованието на философите

Част III: Упадъкът на града
1. VIII.1—VIII.5. 543a—550c. Тимокрация
2. VIII.6—VIII.9. 550c—555b. Олигархия
3. VIII.10—VIII.13. 555b—562a. Демокрация
4. VIII.14—IX.3. 562a—576b. Тирания

Заключение
1. IX.4—IX.13. 576b—592b Отговорът: Справедливостта е по-добра от несправедливостта.

Епилог
1. X.1—X.8. 595a—608b. Отхвърляне на миметичното изкуство
2. X.9—X.11. 608c—612a. Безсмъртието на душата
3. X.12. 612a—613e. Възнаграждение за справедливостта в живота
4. X.13—X.16. 613e—631d. Присъда за умрелите

Образецът за града – представата за доброто – има много исторически олицетворения, започнати от тези, които са видели Агатон, които са водени от видението. Средната част на „Държавата“, част II, обсъжда управлението на философа и визията на Агатон чрез мита за пещерата, който е пояснен в теорията за формите. Средната част е предхождана и последвана от дискусията за средствата, които ще подсигурят добре устроения полис(град). Част II, глава 1, засяга брака, общността от хора и блага за стражите и ограниченията за военни действия сред елините. Тя описва частично комунистическия град. Част II, глава 4 се занимава с философското образование на управляващите, които трябва да запазят реда и характера на града-държава.
В част II, Олицетворението на идеята е предхождано от установяването на икономически и социални норми на града (Част I), последвана от анализ (Част III), че неспазването на реда трябва да бъде пресечено. Трите части образуват основното тяло на диалозите, с техните дискусии за образеца, неговото олицетворение, генезис и отхвърляне.
Въведението и заключението са рамката на „Държавата“. Дискусията за правилното управление става причина за възникването на въпросите „Правосъдието по-добро ли е от беззаконието?“ и „Ще се справя ли по-добре един неправеден човек от праведния?“. Въвеждащият въпрос е уравновесен чрез изведения в заключението отговор: „Редът е за предпочитане пред безредието“. Прологът е къс диалог за мнението на обикновените хора за справедливостта. Базиран на вярата, а не на разума, епилогът описва новите изкуства и безсмъртието на душата.

### Лео Щраус
Лео Щраус разделя Държавата на четири части, разбирайки диалозите като драма изиграна от определени герои, всеки с частна гледна точка и ниво на интелект.
1. Книга I: Сократ е насилствено отведен в къщата на Цефал. Три определения за справедливост са представени, всички имат липси.
2. Книги II – V: Главкон и Адамант предизвикват Соктрат да докаже: Защо един праведен човек, разбиран от света като неправеден би бил по-щастлив от неправеден човек, който прикрива злодеянията си и бива разбран от света като праведен човек? Тяхното предизвикателство започва и задвижва диалозите; Сократ разкрива своето поведение чрез младежите от Атина, за които по-късно е осъден, че е покварил.
3. Книги V – VI: „Праведният град с думи“ е създаден от предишните книги, и засяга три критики за града. Лео Щраус съобщава, че ученикът му Алън Блум ги идентифицира като: комунизъм, комунизъм на жени и деца, и върховенството на философите.
4. Книги VII – X: Сократ е „избягал“ от похитителите си, след като ги е убедил за кратко, че праведният човек е по-щастлив като подкрепя предубежденията им. Той представя основна причина за политически разпад, и приключва като излага „Митът за Ер“, утеха за хората, които се боят от смъртта.

## Книги

### Първа книга
При посещението си в Пиря с Главкон, Полемарх кани Сократ да се присъедини към него. Тогава Сократ пита Кефал, Полемарх и Тразимах каква е тяхната дефиниция за справедливост. Кефал определя справедливостта като даване на дължимото. Полемарх от своя страна, казва, че справедливостта е това, което „дава добро на приятелите и зло на враговете“. Тразимах провъзгласява, че „справедливостта не е нищо друго, освен интересът на по-силните“. Сократ преобръща техните определения и казва, че е в наша полза да сме справедливи и е недостатък да сме несправедливи. Първата книга завършва с апория относно нейната същност.

## Теми

### Определение за справедливост
В първата книга са предложени две определения за справедливостта, но са считани за неточни. Сократ показва, че връщане на дължимото, помощ за приятелите и вреда за неприятелите са критерии за справедливост на здравия разум, но са неточни в някои ситуации и затова им липсва нужната строгост за точно определение. Все пак Платон не ги изключва напълно след като те изразяват чувство за справедливост, което Сократ включва в своята дискусия за справедливия режим в книги II – V.
В края на книга I Сократ се съгласява с Полемарх, че справедливостта включва помощ за приятелите, но казва, че справедливият човек никога не би наранил никого. Тразимах вярва, че Сократ е сторил зло на присъстващите хора казвайки това и напада репутацията му пред останалите, от части, защото подозира, че Сократ не вярва, че да нараняваш враговете си е неправедно. Тразимах дава своето разбиране за несправедливостта – „справедливост е това, което е благоприятно за по-силня, докато несправедливостта е да се ползва за собствена печалба и предимство“. Сократ намира това твърдение за неясно и започва да разпитва Тразимах. Сократ после пита дали управляващия, който прави грешка, като прави закон, който намалява тяхното благосъстояние, е все още управляващ по това определение. Тразимах се съгласява, че никой истински владетел не би направил такава грешка. Това позволява на Сократ да подкопае определението на Тразимах за справедливост, като сравнява управляващите с хора от различни професии.